# Dźiwanmukta
Dźiwanmukta (dewanagari, trl. jīvanmukta „Wyzwolony za życia”) – hinduistyczny tytuł odnoszący się do człowieka, który jeszcze żyje w ciele fizycznym, ale jest już wyzwolony z kołowrotu wcieleń (samsary).
Tradycja hinduizmu uznaje, że czyny dźiwanmukty nie podlegają konwencjonalnym zasadom moralności. Gdy człowiek zrealizował swoją wewnętrzną naturę Absolutu, jego działania są zgodne z ostatecznym źródłem wszelkich wartości.
Adi Śankara w hymnie Uczcij Gowindę. Młot na zaślepienie naucza, że dźiwanmukta jest wolny od trzech podstawowych pragnień (tradycyjnych w naukach hinduizmu z okresu wedyjskiego):
1. pragnienia majątku,
2. pragnienia syna,
3. pragnienia świata[2].

Stan ten porównywany bywa do „Człowieka doskonałego” (al-insan al-kamil, al-insān al-kāmil), będącego miniaturą „Rzeczywistości Muhammada” (Haqiqa Muhammadija, h.aqiqa muh.ammadiyya) z nauk Ibn Arabiego.